# Xã Burton, Quận Adams, Illinois
Xã Burton (tiếng Anh: Burton Township) là một xã thuộc quận Adams, tiểu bang Illinois, Hoa Kỳ. Năm 2010, dân số của xã này là 909 người.